# Beypazarı
Beypazarı – miasto w Turcji w prowincji Ankara.
Według danych na rok 2000 miasto zamieszkiwało 34 441 osób.
W starożytności Anastasiopolis w Galacji, sufragania Ancyry (Ankara).